# Енес Махмутовић
Енес Махмутовић (Пећ, 22. мај 1997) је луксембуршки фудбалер који тренутно наступа за бугарски клуб ЦСКА из Софије. Игра на позицији одбрамбеног играча.

## Успеси
Фола Еш
- Прва лига Луксембурга (1) : 2014/15.[5]
- Куп Луксембурга: (финале: 2016/17)[6]